# Standard Thirty
Der Standard Thirty oder Standard 30 hp war ein Sechszylinder-Pkw, den die Standard Motor Company in Coventry 1907 als Nachfolger des 24/30 baute.
Dieser Wagen war 1907 das größere von zwei Modellen bei Standard. Der Wagen war konventionell ausgelegt und hatte einen vorne eingebauten Reihensechszylindermotor mit 5297 cm³ Hubraum. Der viersitzige Tourenwagen besaß Hinterradantrieb. Das kleinere Sechszylindermodell hieß 15 hp.
Bereits nach einem Jahr wurde der Wagen durch den 40 hp abgelöst.